# Нелсон Кун
Нелсон Кун (англ. Nelson Kuhn, 7 липня 1937) — канадський академічний веслувальник.
Срібний призер Олімпійських Ігор 1960 року в складі вісімки.